# Danny Daniel
Daniel Candón de la Campa, (Gijón; 30 de julio de 1942) más conocido artísticamente como Danny Daniel es un cantautor español, especialmente de balada romántica.

## Biografía
Aunque desde muy pequeño su gran pasión era el fútbol, también la música formaba parte de su vida. Su padre descubrió esa afición y le hizo estudiar tres años de solfeo, no sin antes regalarle un acordeón. En aquellos tiempos la música que se tocaba en las emisoras de radio de España no era precisamente la que le gustaba. Buscando en el dial encontró una emisora que trasmitía en inglés. Esta emisora era Radio Luxemburgo; en ella descubrió grandes canciones desconocidas en España.
Danny jugó profesionalmente al fútbol en su tierra, hasta que en un encuentro se rompió un ligamento en la rodilla derecha, cuando tenía veintiséis años. Marchó a Madrid y posteriormente a Mallorca en varias ocasiones, donde el cantante Bonet de San Pedro se fijó en él como artista. Allí fue donde comenzó la que, en muy pocos años, se convertiría en su profesión como músico; visitó diferentes países europeos y retornaría a Madrid en 1969, donde empezó a componer, además de cantar.
Su primer éxito como cantante y compositor fue «El vals de las mariposas» en 1971, a dúo con la cantante estadounidense Donna Hightower, canción que con el paso del tiempo se convirtió en un clásico en muchos países de habla hispana. Después, llegaron temas como «16 años», «Qué bonita primavera», «Vals para Donna», «This World Today is a Mess», interpretada por Donna Hightower, siendo un éxito, solo en Francia vendió más de tres millones de copias, y en Europa más de ocho millones. Después de estos temas, Danny se colocó como el artista más contratado en España y Latinoamérica con la canción «Por el amor de una mujer». En ese álbum de título Danny Daniel (1974) hubo varias canciones estrellas: «Viento del otoño», «Niña no te pintes tanto», «Mañana», «A Nino Bravo in memoriam», «Madre, cuando quieras voy a verte», entre otras. Danny Daniel no solamente canta baladas con un estilo y timbre de voz muy personal, sino que, de todos los álbumes que ha grabado en su carrera, solamente en los dos últimos las canciones no han sido compuestas por él, los trece anteriores recogen composiciones suyas.
En 2004 publica un álbum de conceptos líricos con la discográfica Universal, producido por Tulio Cremisini y Carlo Pennisi: Cuando brilla una estrella. En 2011, Danny Daniel publicó un disco, producido por el productor y compositor cubano Frankie Marcos, con canciones cubanas de los años diez, veinte y treinta del siglo XX, bajo el título Más allá del sentimiento. En 2016, publica el disco La voz de mi alma, donde pretendió rendir tributo a canciones reconocidas del cancionero mundial lírico como «Granada», «O sole mio», «Nessun dorma» o «Vesti la giubba (Pagliacci)» y otras como «Amapola», o el clásico mexicano «Volver, volver».
Danny Daniel vive entre Miami y Madrid y ha llevado a cabo giras por diversos países de Latinoamérica, donde es muy reconocido como artista, especialmente en la segunda etapa de su carrera musical.
En 1982 los Gipsy Kings hicieron una versión a la cual llamaron «La Dona» Dedicated to Brigitte Bardot incluido en su exitoso disco llamado Allegria el cual siendo un álbum debut llegó de manera internacional a países como Alemania, Italia, España, Francia, siendo número uno por muchas semanas. En principio uno puede pensar que «Por el amor de una mujer» se hizo versión flamenco, hasta ahí todo bien, lo que sucedió es que en la entidad de gestión de derechos de autor de Francia SACEM hay un registro que se llama «La Dona» y los autores son diferente a los de la obra original, con lo cual se podría llamar «plagio» ya que se suplanta la identidad original de la canción, a efectos de regalías por derechos de autor dicha obra lleva recibiendo desde 1982 hasta la fecha.

## Discografía[12]
- El vals de las mariposas (sencillo) (1971).
- Por el amor de una mujer (1974).
- Dieciséis años (1974).
- Danny Daniel (1974).
- Sé que me engañaste un día (1975).
- De ti, mujer (1976).
- Nunca supe la verdad (1978).
- Danny Daniel (1979).
- Te quedas con él o te vienes conmigo (1980).
- Diez engaños (1981).
- El amor, el amor (1982).
- Con ella (1988).
- Sueños (1991).
- Cuando brilla una estrella (2004).
- Más allá del sentimiento (2011).
- La voz de mi alma (2016).